# IXFORM
IXFORM은 중국의 9인조 보이 그룹이다. 2021년 《Coming (将至)》으로 데뷔했다.

## 방송
- 청춘유니 시즌 3 (2021)